# 끝내기 (야구)
야구에서 끝내기는 9회말 이후의 한 이닝의 말에 후공 팀의 점수가 선공 팀의 점수를 앞서게 되는 상황으로, 이 상황이 나오면 경기가 바로 종료된다.

## 끝내기 안타
끝내기 상황에서 경기를 역전시키고 끝내는 안타. 적시타에 포함이 되며 끝내기 홈런도 끝내기 안타의 범주에 포함이 된다. 끝내기 안타를 친 선수는 동료들에게 격한 축하를 받게 된다. 끝내기 안타를 친 타자는 끝내기 타점을 기록하게 되며 타율, 출루율이 상승되고 타점을 얻게 된다.

## 끝내기 홈런
끝내기 상황에서 경기를 역전시키고 끝내는 홈런.

## 끝내기 볼넷
끝내기 상황 중 동점에 만루 상황에서, 타자가 볼넷을 골라내 진루하는 경우.

## 끝내기 폭투
끝내기 상황 중 동점에 주자가 있는 상황에서, 투수의 폭투로 포수가 공을 놓친 사이에 주자가 홈으로 들어오는 경우. 투수의 실책으로 기록되지는 않지만 투수의 자책점으로 올라가며, 선공 팀이 그대로 경기에서 패배하는 것이기 때문에 선공 팀에 있어선 가장 뼈아픈 폭투가 된다.

## 같이 보기
- 야구 용어 목록
- 적시타